# AL-34662
AL-34662是一种含氮有机化合物，化学式为C10H13N3O，属于吲唑衍生物，结构上与脱磷酸裸盖菇素类似，可作为5-HT2A受体激动剂，用于治疗青光眼。